# ランドルフ郡 (イリノイ州)
ランドルフ郡（英: Randolph County）は、アメリカ合衆国イリノイ州の南西部に位置する郡である。2010年国勢調査での人口は33,476人であり、2000年の33,893人から1.2％減少した。郡庁所在地はチェスター市（人口8,586人）であり、同郡で人口最大の都市でもある。
イリノイ州でランドルフ郡が果たした役割故に郡のモットーは「イリノイ州が始まったところ」である。
ランドルフ郡はセントルイス大都市圏に接している。

## 歴史
ランドルフ郡は1795年にセントクレア郡から分離して設立された。郡名はバージニア州知事を務めたエドムンド・ランドルフに因んで名付けられた。バージニア州の軍隊を率いたジョージ・ロジャース・クラークが、アメリカ独立戦争の終戦が近い1778年7月4日にイギリス軍からこの地域を奪取した。この地域はその後短期間、バージニア州イリノイ郡となっていたが、連合会議が1787年7月13日に北西部領土を設立してその中に含めた。この当時バージニア州知事だったエドムンド・ランドルフがアメリカ合衆国政府に領土を譲渡した。イリノイ準州が設立された1809年、準州州務長官のナサニエル・ポープが準州知事を代行する形で、イリノイの最初の2郡として、セントクレア郡とランドルフ郡を再設立する宣言を発した。現在の郡域はペリー郡が分離した1827年に確定した。
ミシシッピ川が郡の歴史で重要な役割を果たしてきており、1881年には郡境を変えた。このとき、カスカスキアをイリノイ州本土に繋いでいた地峡を川が切断し、カスカスキアにあった集落を破壊した。そこにあった歴史有る墓地は川をイリノイ側に渡ったカスカスキア砦に移さざるを得なくなった。カスカスキアはミシシッピ川の西岸の飛び地になっている。チェスター市の南東にあるクレインズ島も川の流れが変わったために生まれたもう一つの飛び地になっている。

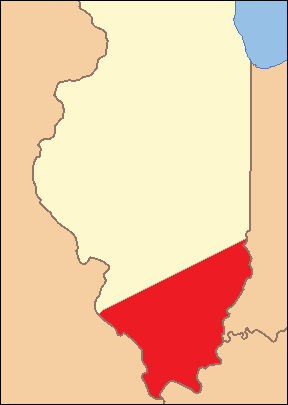
1809に再設立された時の郡領域、北側の斜線は1803年にインディアナ準州が決めたもの
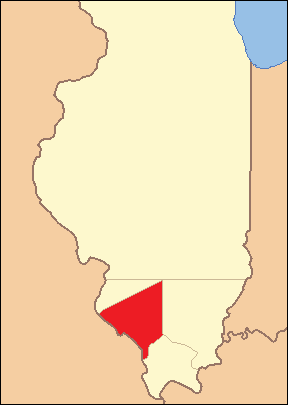
1812年から1813年まで
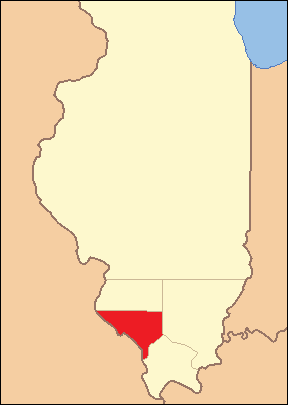
1813年から1816年まで
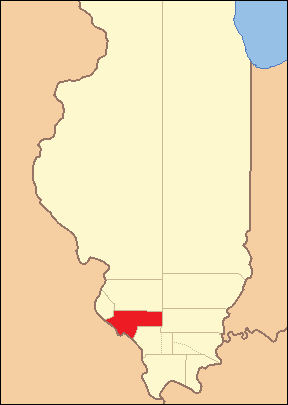
1816年から1827年まで
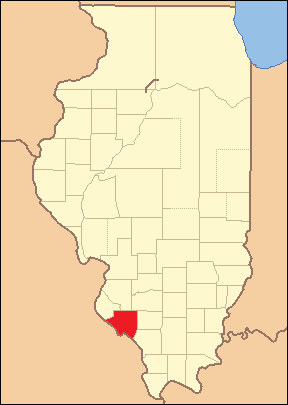
1827年から現在の領域

## 地理
アメリカ合衆国国勢調査局に拠れば、郡域全面積は597.20平方マイル (1,546.7 km2)であり、このうち陸地575.50平方マイル (1,490.5 km2)、水域は21.70平方マイル (56.2 km2)で水域率は3.63％である。
カスカスキア川が郡内でミシシッピ川に注いでいる。ミシシッピ川は通常イリノイ州とミズーリ州の州境だが、この地点では全幅がイリノイ州になっている。ミシシッピ川は19世紀後半に流れを変え、元州都だったカスカスキアを川の西岸に変えた。しかし州境は昔の流れのままであり、西岸に飛び地ができた。数マイル下流のクレインズ島も同様である。

### 主要高規格道路
- イリノイ州道3号線
- イリノイ州道4号線
- イリノイ州道13号線
- イリノイ州道152号線
- イリノイ州道155号線
- イリノイ州道150号線
- イリノイ州道153号線
- イリノイ州道154号線
- イリノイ州道159号線

### 隣接する郡
- モンロー郡 - 北西
- セントクレア郡 - 北
- ワシントン郡 - 北東
- ペリー郡 - 東
- ジャクソン郡 - 南東
- ペリー郡 (ミズーリ州) - 南
- セントジェネビーブ郡 (ミズーリ州) - 南西

ランドルフ郡は、同じ名前で2つの州に有る郡、すなわちミズーリ州ペリー郡とイリノイ州ペリー郡に接していることで、稀な存在である。州内では他にクック郡もイリノイ州レイク郡とインディアナ州レイク郡に接している。

## 気候と気象
近年、郡庁所在地であるチェスター市の平均気温は1月の22°F (-6 ℃) から7月の91°F (33 ℃) まで変化している。過去最低気温は1985年1月に記録された-18°F (-28 ℃) であり、過去最高気温は1988年8月に記録された109°F (43 ℃) である。月間降水量は1月の1.85インチ (47 mm) から5月の4.30インチ (109 mm) まで変化している。

## 人口動態
以下は2000年国勢調査による人口統計データである。
| 基礎データ - 人口: 33,893人 - 世帯数: 12,084 世帯 - 家族数: 8,362 家族 - 人口密度: 23人/km2（59人/mi2） - 住居数: 13,3283軒 - 住居密度: 9軒/km2（23軒/mi2） 人種別人口構成 - 白人: 88.71% - アフリカン・アメリカン: 9.29% - ネイティブ・アメリカン: 0.16% - アジア人: 0.24% - 太平洋諸島系: 0.04% - その他の人種: 0.81% - 混血: 0.76% - ヒスパニック・ラテン系: 1.54% 先祖による構成 - ドイツ系：46.3％ - アメリカ人：11.7％ - アイルランド系：9.0％ - イギリス系：6.5％ - フランス系：5.7％ | 年齢別人口構成 - 18歳未満: 22.1% - 18-24歳: 9.6% - 25-44歳: 30.4% - 45-64歳: 22.3% - 65歳以上: 15.6% - 年齢の中央値: 38歳 - 性比（女性100人あたり男性の人口） - 総人口: 116.4 - 18歳以上: 119.9 世帯と家族（対世帯数） - 18歳未満の子供がいる: 31.3% - 結婚・同居している夫婦: 56.0% - 未婚・離婚・死別女性が世帯主: 9.2% - 非家族世帯: 30.8% - 単身世帯: 26.9% - 65歳以上の老人1人暮らし: 13.8% - 平均構成人数 - 世帯: 2.46人 - 家族: 2.99人 収入と家計 - 収入の中央値 - 世帯: 37,013米ドル - 家族: 44,766米ドル - 性別 - 男性: 30,837米ドル - 女性: 21,501米ドル - 人口1人あたり収入: 17,696米ドル - 貧困線以下 - 対人口: 10.0% - 対家族数: 7.1% - 18歳未満: 14.1% - 65歳以上: 8.5% |

## 都市と町
| - チェスター - 郡庁所在地 - カスカスキア - ボールドウィン - クールタービル - エリスグローブ - エバンスビル - パーシー | - プレーリードゥロシェ - レッドバッド - ロックウッド - ルマ - スパータ - スティールビル - ティルデン |

### 未編入の町
| - グレン - グリッグ - メナード - モドック | - スカライン - ウォルシュ - ウェルジ - ワインヒル |

## 政治
ランドルフ郡はイリノイ州南部の保守的な郡であり、最近の選挙では共和党寄りとなっている。

## 州政府の機関
イリノイ州矯正省のメナード矯正センターがチェスター市にある。死刑囚に対する減刑があった2003年1月11日以前、男性死刑囚はメナードのタムズとポンティアックの矯正センターに収容されていたが、その日以降はポンティアックのみが男性死刑囚を収容している。

## メディア
郡内で免許を取得しているAMラジオ局が2局ある。週刊紙の「ザ・ランドルフカウンティ・ヘラルド・トリビューン」がチェスターで発行されている。パーシーで発行されている「ザ・カウンティ・ジャーナル」はペリー郡とジャクソン郡にも配布されている。その他、レッドバッドの「ノース・カウンティ・ニューズ」や「スパータ・ニューズ・プレーンディーラー」がある。
チェスター市ではオンライン新聞の SunTimesNews.com が運営されている。